# Лебединец, Игорь Петрович
Игорь Петрович Лебединец (16 мая 1948, Курган — 2 июня 2015) — советский инженер, российский партийный и политический деятель; первый председатель Думы Приморского края I созыва (январь—июнь 1995).

## Биография
Игорь Петрович Лебединец родился 16 мая 1948 года в городе Кургане Курганской области.
В 1966 году окончил среднюю школу № 6 в Уссурийске, в 1972 г. — Дальневосточный государственный институт рыбной промышленности и хозяйства по специальности «инженер-механик». Работал слесарем-дизелистом на «Дальзаводстрое», начальником участка на Дальзаводе (Владивосток).
В 1972—1974 гг. служил в Советской Армии.
С 1974 г. — на партийной работе: заведующий отделом Ленинского райкома КПСС Владивостока, инструктор Приморского краевого комитета КПСС; затем — главным конструктор ЦПКТБ «Дальрыба», главный инженер Диомидовского судоремонтного завода, заместитель генерального директора ПО «Приморрыбпром», заместитель генерального директора Владивостокской базы тралового флота. В 1981 г. окончил Высшую партийную школу.
В 1990 г. был избран депутатом Приморского краевого Совета народных депутатов.
В 1992—1993 гг. — вице-президент, генеральный директор АО «Пакт». С июня 1993 г. — заместитель главы — руководитель аппарата Администрации Приморского края.
В 1993 году стал соучередителем фирмы ТОО "Супер", которой были проданы за бесценок супертраулеры Владивостокской базы тралового и рефрижераторного флота испанской постройки, будучи заместителем .
В 1994 году Лебединец получает  безвозмездную ссуду от «Приморской акционерной компании товаропроизводителей», и приобретает 25 515 акций ВБТРФ, в дальнейшем активно участвуя в перераспределении основных фондов, судов  ВБТРФ в частные руки.
Член Дальневосточной партии реформ.
В 1994 г. был избран депутатом Думы Приморского края от избирательного округа № 26 г. Уссурийска, в январе 1995 г. — председателем Думы Приморского края. В июне 1995 г. был отозван депутатами с поста председателя Думы; причиной отзыва с поста председателя Думы считают его содействие федеральной комиссии по проверке деятельности губернатора края Е. Наздратенко. После отзыва с поста председателя Думы Приморского края — член постоянной комиссии по государственному строительству края, местному самоуправлению и законности.
В декабре 1995 г. баллотировался на пост губернатора Приморского края, избран не был.
После 2005 г. — исполнительный директор некоммерческого партнёрства «Владивостокский лифтовый комплекс».
Игорь Петрович Лебединец умер 1 июня 2015 года.

### Семья
Женат, имеет дочь.